# 布里卡角

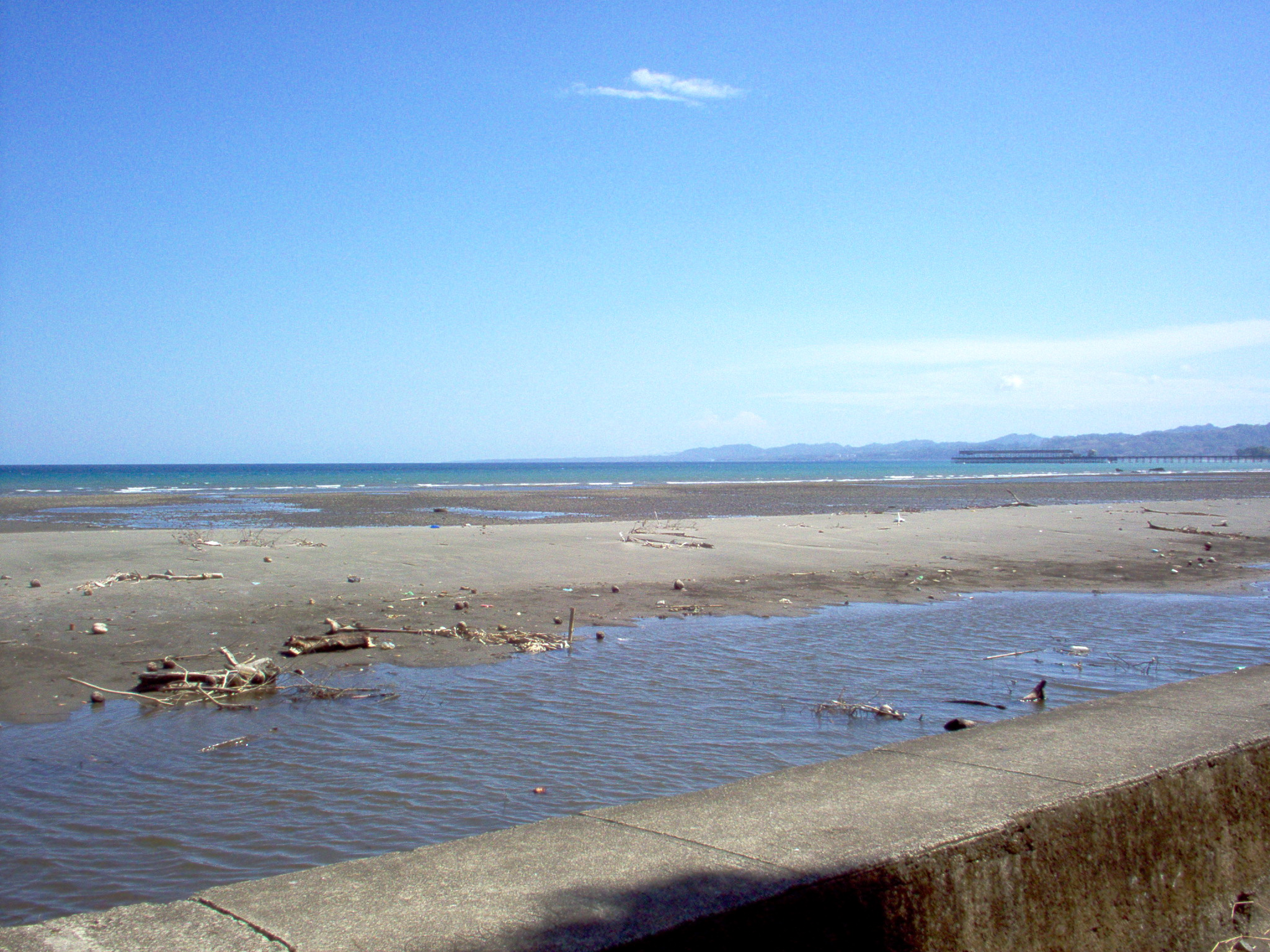
布里卡半岛上的布里卡角

布里卡角（西班牙語：Punta Burica）位于东太平洋布里卡半岛海岸线的最南端，其西侧为哥斯达黎加本土（不包括科科岛）的最南端，属于蓬塔雷纳斯省；东侧属于巴拿马，往南不远处为布里卡岛（Isla de Burica）。